# Arvada (Colorado)
Arvada est une ville américaine située dans les comtés d'Adams et de Jefferson dans la banlieue de Denver dans l’État du Colorado.
Avec ses 106 433 habitants recensés en 2010, il s'agit de la 8e plus importante municipalité du Colorado. La municipalité occupe sur une superficie de 35,76 milles carrés (92,62 km2). L'essentiel de la ville s'étend dans le comté de Jefferson, la partie d'Arvada située dans le comté d'Adams ne couvre en effet que 0,56 milles carrés (1,45 km2) pour 2 849 habitants.

## Histoire
Fondée en 1859, incorporée le 24 août 1904, Arvada doit son nom à Hiram Arvada Haskin, le beau-frère du fondateur de la ville B. F. Wadsworth.
Le 9 décembre 2007, une fusillade initié par Matthew J. Murray fait 6 morts.

## Démographie
| 1910 | 1920 | 1930  | 1940  | 1950  | 1960   |
| ---- | ---- | ----- | ----- | ----- | ------ |
| 840  | 915  | 1 276 | 1 482 | 2 359 | 19 242 |

| 1970   | 1980   | 1990   | 2000    | 2010    | 2020    |
| ------ | ------ | ------ | ------- | ------- | ------- |
| 49 844 | 84 576 | 89 235 | 102 153 | 106 433 | 124 402 |

## Jumelages
- Malines (Belgique)
- Kyzylorda (Kazakhstan)
- Jinzhou (Chine)
- Iekaterinbourg (Russie)